# 11.ª etapa del Tour de Francia 2021
La 11.ª etapa del Tour de Francia 2021 tuvo lugar el 7 de julio de 2021 entre Sorgues y Malaucène sobre un recorrido de 198,9 km y fue ganada por el belga Wout van Aert del equipo Jumbo-Visma. El esloveno Tadej Pogačar mantuvo el liderato una jornada más.

## Clasificación de la etapa
| Sorgues - Malaucène | etapa de montaña | (198,9 km) |

| \| Clasificación de la etapa \| Clasificación de la etapa \| Clasificación de la etapa \| Clasificación de la etapa \| Clasificación de la etapa \| \| Ciclista \| Ciclista \| Equipo \| Tiempo \| \| \| ------------------------- \| ------------------------- \| ------------------------- \| ------------------------- \| ------------------------- \| \| 1.º \| Wout van Aert \| Jumbo-Visma \| 5 h 17 min 43 s \| \| \| 2.º \| Kenny Elissonde \| Trek-Segafredo \| + 1 min 14 s \| \| \| 3.º \| Bauke Mollema \| Trek-Segafredo \| + 1 min 14 s \| \| \| 4.º \| Tadej Pogačar \| UAE Team Emirates \| + 1 min 38 s \| \| \| 5.º \| Rigoberto Urán \| EF Education-Nippo \| + 1 min 38 s \| \| \| 6.º \| Richard Carapaz \| Ineos Grenadiers \| + 1 min 38 s \| \| \| 7.º \| Jonas Vingegaard \| Jumbo-Visma \| + 1 min 38 s \| \| \| 8.º \| Alexéi Lutsenko \| Astana-Premier Tech \| + 1 min 56 s \| \| \| 9.º \| Wilco Kelderman \| Bora-Hansgrohe \| + 1 min 56 s \| \| \| 10.º \| Enric Mas \| Movistar Team \| + 3 min 02 s \| \| |                  |                     |                 |
| |                  |                     |                 |
| Fuente: ProCyclingStats |                  |                     |                 |
| Clasificación de la etapa |                  |                     |                 |
| Ciclista | Ciclista         | Equipo              | Tiempo          |
| 1.º | Wout van Aert    | Jumbo-Visma         | 5 h 17 min 43 s |
| 2.º | Kenny Elissonde  | Trek-Segafredo      | + 1 min 14 s    |
| 3.º | Bauke Mollema    | Trek-Segafredo      | + 1 min 14 s    |
| 4.º | Tadej Pogačar    | UAE Team Emirates   | + 1 min 38 s    |
| 5.º | Rigoberto Urán   | EF Education-Nippo  | + 1 min 38 s    |
| 6.º | Richard Carapaz  | Ineos Grenadiers    | + 1 min 38 s    |
| 7.º | Jonas Vingegaard | Jumbo-Visma         | + 1 min 38 s    |
| 8.º | Alexéi Lutsenko  | Astana-Premier Tech | + 1 min 56 s    |
| 9.º | Wilco Kelderman  | Bora-Hansgrohe      | + 1 min 56 s    |
| 10.º | Enric Mas        | Movistar Team       | + 3 min 02 s    |

## Clasificaciones al final de la etapa

### Clasificación general(Maillot Jaune)
| \| Clasificación general \| Clasificación general \| Clasificación general \| Clasificación general \| Clasificación general \| \| Ciclista \| Ciclista \| Equipo \| Tiempo \| \| \| --------------------- \| --------------------- \| --------------------- \| --------------------- \| --------------------- \| \| 1.º \| Tadej Pogačar \| UAE Team Emirates \| 43 h 44 min 38 s \| \| \| 2.º \| Rigoberto Urán \| EF Education-Nippo \| + 5 min 18 s \| \| \| 3.º \| Jonas Vingegaard \| Jumbo-Visma \| + 5 min 32 s \| \| \| 4.º \| Richard Carapaz \| Ineos Grenadiers \| + 5 min 33 s \| \| \| 5.º \| Ben O'Connor \| AG2R Citroën Team \| + 5 min 58 s \| \| \| 6.º \| Wilco Kelderman \| Bora-Hansgrohe \| + 6 min 16 s \| \| \| 7.º \| Alexéi Lutsenko \| Astana-Premier Tech \| + 6 min 30 s \| \| \| 8.º \| Enric Mas \| Movistar Team \| + 7 min 11 s \| \| \| 9.º \| Guillaume Martin \| Cofidis \| + 9 min 29 s \| \| \| 10.º \| Pello Bilbao \| Bahrain Victorious \| + 10 min 28 s \| \| |                  |                     |                  |
| |                  |                     |                  |
| Fuente: ProCyclingStats |                  |                     |                  |
| Clasificación general |                  |                     |                  |
| Ciclista | Ciclista         | Equipo              | Tiempo           |
| 1.º | Tadej Pogačar    | UAE Team Emirates   | 43 h 44 min 38 s |
| 2.º | Rigoberto Urán   | EF Education-Nippo  | + 5 min 18 s     |
| 3.º | Jonas Vingegaard | Jumbo-Visma         | + 5 min 32 s     |
| 4.º | Richard Carapaz  | Ineos Grenadiers    | + 5 min 33 s     |
| 5.º | Ben O'Connor     | AG2R Citroën Team   | + 5 min 58 s     |
| 6.º | Wilco Kelderman  | Bora-Hansgrohe      | + 6 min 16 s     |
| 7.º | Alexéi Lutsenko  | Astana-Premier Tech | + 6 min 30 s     |
| 8.º | Enric Mas        | Movistar Team       | + 7 min 11 s     |
| 9.º | Guillaume Martin | Cofidis             | + 9 min 29 s     |
| 10.º | Pello Bilbao     | Bahrain Victorious  | + 10 min 28 s    |

### Clasificación por puntos(Maillot Vert)
| Clasificación por puntos | Clasificación por puntos | Clasificación por puntos | Clasificación por puntos | Clasificación por puntos |
| Ciclista                 | Ciclista                 | Equipo                   | Puntos                   |                          |
| ------------------------ | ------------------------ | ------------------------ | ------------------------ | ------------------------ |
| 1.º                      | Mark Cavendish           | Deceuninck-Quick Step    | 218 pts                  |                          |
| 2.º                      | Michael Matthews         | BikeExchange             | 160 pts                  |                          |
| 3.º                      | Jasper Philipsen         | Alpecin-Fenix            | 142 pts                  |                          |
| 4.º                      | Sonny Colbrelli          | Bahrain Victorious       | 138 pts                  |                          |
| 5.º                      | Julian Alaphilippe       | Deceuninck-Quick Step    | 119 pts                  |                          |
| 6.º                      | Nacer Bouhanni           | Arkéa-Samsic             | 113 pts                  |                          |
| 7.º                      | Tadej Pogačar            | UAE Team Emirates        | 102 pts                  |                          |
| 8.º                      | Wout van Aert            | Jumbo-Visma              | 97 pts                   |                          |
| 9.º                      | Peter Sagan              | Bora-Hansgrohe           | 95 pts                   |                          |
| 10.º                     | Matej Mohorič            | Bahrain Victorious       | 62 pts                   |                          |

### Clasificación de la montaña(Maillot à Pois Rouges)
| Clasificación de la montaña | Clasificación de la montaña | Clasificación de la montaña | Clasificación de la montaña | Clasificación de la montaña |
| Ciclista                    | Ciclista                    | Equipo                      | Puntos                      |                             |
| --------------------------- | --------------------------- | --------------------------- | --------------------------- | --------------------------- |
| 1.º                         | Nairo Quintana              | Arkéa-Samsic                | 50 pts                      |                             |
| 2.º                         | Wout van Aert               | Jumbo-Visma                 | 43 pts                      |                             |
| 3.º                         | Michael Woods               | Israel Start-Up Nation      | 42 pts                      |                             |
| 4.º                         | Wout Poels                  | Bahrain Victorious          | 39 pts                      |                             |
| 5.º                         | Bauke Mollema               | Trek-Segafredo              | 36 pts                      |                             |
| 6.º                         | Kenny Elissonde             | Trek-Segafredo              | 27 pts                      |                             |
| 7.º                         | Tadej Pogačar               | UAE Team Emirates           | 26 pts                      |                             |
| 8.º                         | Ben O'Connor                | AG2R Citroën Team           | 24 pts                      |                             |
| 9.º                         | Sergio Higuita              | EF Education-Nippo          | 22 pts                      |                             |
| 10.º                        | Julian Alaphilippe          | Deceuninck-Quick Step       | 20 pts                      |                             |

### Clasificación del mejor joven(Maillot Blanc)
| Clasificación del mejor joven | Clasificación del mejor joven | Clasificación del mejor joven | Clasificación del mejor joven | Clasificación del mejor joven |
| Ciclista                      | Ciclista                      | Equipo                        | Tiempo                        |                               |
| ----------------------------- | ----------------------------- | ----------------------------- | ----------------------------- | ----------------------------- |
| 1.º                           | Tadej Pogačar                 | UAE Team Emirates             | 43 h 44 min 38 s              |                               |
| 2.º                           | Jonas Vingegaard              | Jumbo-Visma                   | + 5 min 32 s                  |                               |
| 3.º                           | Aurélien Paret-Peintre        | AG2R Citroën Team             | + 24 min 44 s                 |                               |
| 4.º                           | David Gaudu                   | Groupama-FDJ                  | + 30 min 51 s                 |                               |
| 5.º                           | Sergio Higuita                | EF Education-Nippo            | + 54 min 41 s                 |                               |
| 6.º                           | Mark Donovan                  | Team DSM                      | + 1 h 18 min 23 s             |                               |
| 7.º                           | Valentin Madouas              | Groupama-FDJ                  | + 1 h 24 min 57 s             |                               |
| 8.º                           | Lucas Hamilton                | BikeExchange                  | + 1 h 30 min 21 s             |                               |
| 9.º                           | Jonas Rutsch                  | EF Education-Nippo            | + 1 h 30 min 51 s             |                               |
| 10.º                          | Neilson Powless               | EF Education-Nippo            | + 1 h 33 min 25 s             |                               |

### Clasificación por equipos(Classement par Équipe)
| Clasificación por equipos | Clasificación por equipos | Clasificación por equipos | Clasificación por equipos |
| Equipo                    | Equipo                    | Tiempo                    |                           |
| ------------------------- | ------------------------- | ------------------------- | ------------------------- |
| 1.º                       | Bahrain Victorious        | 132 h 09 min 11 s         |                           |
| 2.º                       | AG2R Citroën Team         | + 10 min 01 s             |                           |
| 3.º                       | Ineos Grenadiers          | + 12 min 47 s             |                           |
| 4.º                       | EF Education-Nippo        | + 26 min 18 s             |                           |
| 5.º                       | Jumbo-Visma               | + 29 min 47 s             |                           |
| 6.º                       | Astana-Premier Tech       | + 41 min 45 s             |                           |
| 7.º                       | Bora-Hansgrohe            | + 45 min 24 s             |                           |
| 8.º                       | UAE Team Emirates         | + 53 min 00 s             |                           |
| 9.º                       | Movistar Team             | + 53 min 44 s             |                           |
| 10.º                      | Trek-Segafredo            | + 58 min 38 s             |                           |

## Abandonos
No completaron la etapa Tony Martin, Clément Russo, Tosh Van der Sande, Miles Scotson, Daniel McLay, Tiesj Benoot y Victor Campenaerts. Además, Luke Rowe también tuvo que abandonar al llegar fuera de control.